# Borovec pri Karlovici
Borovec pri Karlovici este o localitate din comuna Velike Lašče, Slovenia.